# Hidemaro Fujibayashi
Hidemaro Fujibayashi (japanska: 藤林 秀麿?, Fujibayashi Hidemaro), född 1 oktober 1972, är en japansk videospelsdesigner och spelregissör som arbetar för Nintendo. Han är mest känd för sina bidrag till The Legend of Zelda-serien, där han har fungerat som regissör för många spel, bland annat the Legend of Zelda: Breath of the Wild.

## Karriär
Innan han började arbeta i datorspelsindustrin hade Fujibayashi designat flera spökhus i japanska nöjesparker.  Vid den tiden letade han efter ett yrke som innehöll produktion och hittade ett jobb på ett företag som utvecklade tv-spel. Fujibayashi började arbeta på spelföretaget Capcom år 1995, där han fick erfarenhet som planerare för den interaktiva filmen Gakkō no Kowai Uwasa: Hanako-san ga Kita!! och senare mahjongspelet Yōsuke Ide Meijin no Shin Jissen Maajan .   Han blev en del av företagets Production Studio 1, och designade och ledde produktionen av pusselspelet Magical Tetris Challenge.
Fujibayashis första roll i Zelda- serien var med Game Boy Color-spelen The Legend of Zelda: Oracle of Seasons och Oracle of Ages. I början av utvecklingen av spelet arbetade han med att samla in alla idéer från personalen och skapade presentationer för att föreslå spelkoncept för producenten för spelen, Shigeru Miyamoto. Fujibayashi blev så småningom regissör, deltog som planerare och scenarioförfattare och tog fram ett system för att länka samman de två spelen för på varandra följande genomspelningar.  Under sin tid på Capcom ledde han produktionen och planerade även Game Boy Advance-spelen The Legend of Zelda: Four Swords och The Legend of Zelda: The Minish Cap .   Efter bytet till Nintendo blev Fujibayashi underspelledare och berättelseförfattare för The Legend of Zelda: Phantom Hourglass .   Efteråt gjorde han sin ledardebut för en hemkonsols-Zelda med The Legend of Zelda: Skyward Sword (2011).  Han skulle senare leda produktionen av The Legend of Zelda: Breath of the Wild (2017) och dess uppföljare The Legend of Zelda: Tears of the Kingdom (2023).   Enligt Fujibayashi är den viktigaste faktorn i speldesign att göra den grundläggande regeluppsättningen för ett tv-spel helt tydlig för en spelare. 

## Verk
| År   | Spel                                                      | Roll                                           |
| ---- | --------------------------------------------------------- | ---------------------------------------------- |
| 1995 | Gakkō no Kowai Uwasa: Hanako-san ga Kita! !               | Planerare                                      |
| 1996 | Yōsuke Ide Meijin no Shin Jissen Maajan                   | Regissör                                       |
| 1998 | Magical tetris challenge                                  | Regissör, planerare                            |
| 2001 | The Legend of Zelda: Oracle of Seasons och Oracle of Ages | Regissör, planerare, scenarioförfattare        |
| 2002 | The Legend of Zelda: Four Swords                          | Regissör, planerare                            |
| 2004 | The Legend of Zelda: The Minish Cap                       | Regissör, planerare, författare                |
| 2007 | The Legend of Zelda: Phantom Hourglass                    | Berättelseförfattare, regissör för flerspelare |
| 2011 | The Legend of Zelda: Skyward Sword                        | Regissör, författare                           |
| 2017 | The Legend of Zelda: Breath of the Wild                   | Regissör                                       |
| 2020 | Hyrule Warriors: Age of Calamity                          | Scenariohandledare                             |
| 2023 | The Legend of Zelda: Tears of the Kingdom                 | Regissör                                       |